# Diecéze Constantine
Diecéze Constantine je diecéze římskokatolické církve, nacházející se v Alžírsku.

## Území
Diecéze zahrnuje severovýchodní část Alžírska.
Biskupským sídlem je město Constantine, kde se nachází hlavní chrám diecéze katedrála Panny Marie Sedmibolestné.
Rozděluje se do 6 farností. K roku 2013 měla 1 000 věřících, 6 diecézních kněží, 10 řeholních kněží, 10 řeholníků a 15 řeholnic.

## Historie
Constantine odpovídá starověkému městu Cirta, předpokládá se, že současné jméno získal na začátku 4. století od císaře Konstantina I. Velikého.
Od římských dob zde byl biskupským stolec; prvním známým biskupem je Krescens, který se roku 256 zúčastnil koncilu v Kartágu svolaný svatým Cypriánem aby projednali otázku Lapsi (ti, kdo odpadli nebo odvolali svou víru). Roku 303 za pronásledování křesťanů byl zatčen další známý biskup Pavel. Dalšími biskupy jsou Silván, Zeusius, Generos, Profuturus, Fortunát, Petiliánus (donatista), Honoratus Antoninus a Viktor.
Biskup Viktor byl mezi katolickými preláty svolanými roku 484 vandalským králem Hunerichem do Kartága.
Současná diecéze byl založena 25. července 1866 bulou Clementissimus Deus papeže Pia IX. a to z části území diecéze Alžír, která byla povýšena na arcidiecézi.
Na tomto území stávala také starobylá diecéze Hippo Regius, kde byl biskupem svatý Augustin. Od 23. září 1867 získaly biskupové Constantine také titul Hippo Regius.

## Seznam biskupů

### Antická diecéze
- Krescens (zmíněn roku 256)
- Agapius ?
- Pavel (zmíněn roku 303)
- Silván (5. března 305 - po roce 312)
- Zeusius (zmíněn roku 330)
- Generos (před rokem 400)
- Profuturus (před rokem 410)
- Fortunát (zmíněn roku 411)
  - Petilianus (zmíněn roku 411) (biskup donatista)
- Honoratus Antoninus (v době Geisericha)
- Viktor (zmíněn roku 484)

### Moderní diecéze
- Félix-Joseph-François-Barthélemy de Las Cases (1867 - 1870)
- Joseph-Jean-Louis Robert (1872 - 1878)
- Prosper Auguste Dusserre (1878 - 1880)
- Barthélemy Clément Combes (1881 - 1893)
- Ludovic-Henri-Marie-Ixile Julien-Laferrière (1894 - 1896)
- Jules-Etienne Gazaniol (1896 - 1913)
- Jules-Alexandre-Léon Bouissière (1913 - 1916)
- Amiel-François Bessière (1917 - 1923)
- Emile-Jean-François Thiénard (1924 - 1945)
- Léon-Étienne Duval (1946 - 1954)
- Paul-Pierre-Marie-Joseph Pinier (1954 - 1970)
- Jean Baptiste Joseph Scotto (1970 - 1983)
- Gabriel Jules Joseph Piroird, Ist. del Prado (1983 - 2008)
- Paul Desfarges, S.J. (od 2008)